# Elbphilharmonie
Elbphilharmonie là một nhà hát giao hưởng trong khu vực HafenCity của Hamburg, Đức, bên sông Elbe. Công trình xây dựng mới nằm trên nóc của một tòa nhà kho cũ (Kaispeicher A) gần khu nhà kho cổ và lớn nhất thế giới Speicherstadt lịch sử và được thiết kế bởi công ty kiến trúc Thụy Sĩ Herzog & de Meuron. Đây là tòa nhà cao nhất có người ở tại Hamburg, với chiều cao là 110 mét (360 ft), và còn được biết tới với tên đặc danh Elphi. Đây cũng là một trong những phòng hòa nhạc lớn nhất và có hệ thống âm thanh tiên tiến nhất trên thế giới.

## Lịch sử
Ngày 02 tháng 4 năm 2007, tòa nhà được bắt đầu xây tại nhà kho Kaispeicher A. Lúc đó công trình kiến trúc được dự kiến sẽ được hoàn thành vào năm 2010 với chi phí ước tính 241 triệu €. Trong tháng 11 năm 2008, sau khi hợp đồng ban đầu được sửa đổi, chi phí cho dự án ước tính đạt 450 triệu €. Vào tháng 8 năm 2012, các chi phí đã được tái ước đạt khoảng trên 500 triệu €, mà cũng bao gồm thêm các chi phí gia tăng cho một mái xây vững chắc hơn. Công trình xây dựng chính thức kết thúc vào ngày 31 tháng 10 năm 2016 với chi phí 789 triệu €, với ngày khai mạc được công bố là vào ngày 11 tháng 1 năm 2017. Buổi hòa nhạc thử nghiệm đầu tiên được tổ chức vào ngày 25 tháng 11 năm 2016.
Phần phía đông của tòa nhà sẽ được thuê bởi khách sạn Westin Hamburg, dự kiến mở cửa vào tháng 11 năm 2016. Các tầng trên ở phía tây của phòng hòa nhạc sẽ chứa 45 căn hộ.

## Xây dựng
Theo thiết kế của văn phòng kiến trúc sư Herzog & de Meuron, một cấu trúc bọc kính với hình dạng mái cong rất gây ấn tượng, cũng được gọi là "làn sóng thủy tinh" được xây chồng lên tòa nhà gạch đỏ hiện có Kaispeicher A (1966). Mục đích là có một cấu trúc tính năng đặc trưng để tạo thành một hình bóng không thể lẫn lộn được ở Hamburg. Trái ngược với những kế hoạch đầu tiên, tòa nhà kho trước đây bên trong đã hoàn toàn bị gỡ bỏ. Chỉ có mặt tiền được liệt vào kiến trúc văn hóa được bảo vệ phải giữ lại, cũng như một số nền móng. Phần cấu trúc thêm lên hoàn toàn tách rời khỏi nhà kho; nó dựa trên 428 lò xo, những lò xo này lại tựa vào 1.745 cọc được cắm sâu vào lòng sông Elbe. Phần xây thêm có mặt tiền bằng kính có tổng số 2.200 phần tử kính, mỗi cái bao gồm 4 tấm kính. Tất cả các tấm kính được bao bởi một lớp chống ánh sáng và nhiệt độ. Theo các kiến trúc sư, những phần mặt tiền cong tạo ấn tượng của một tinh thể khổng lồ phản chiếu bầu trời, nước và thành phố luôn khác nhau.
Tòa nhà có 26 tầng, và nó được bao quanh từ tầng trệt lên đến Plaza ở tầng thứ tám bởi mặt tiền của Kaispeicher A, một nhà kho cũ chứa ca cao, trà và thuốc lá ở một vị trí nổi bật của bến cảng Hamburg cổ, phía nam của Speicherstadt (phố Kho). Nó có điểm cao nhất trên Kaispitze một chiều cao khoảng 110 mét, điểm thấp nhất trên mặt tiền phía đông thấp hơn khoảng 30 mét. Như vậy, tòa nhà này thay thế khách sạn có hình chữ nhật Radisson là tòa nhà cao nhất (hơn một vài mét) có người cư trú ở Hamburg.

#### Hình ảnh tiến triển xây cất

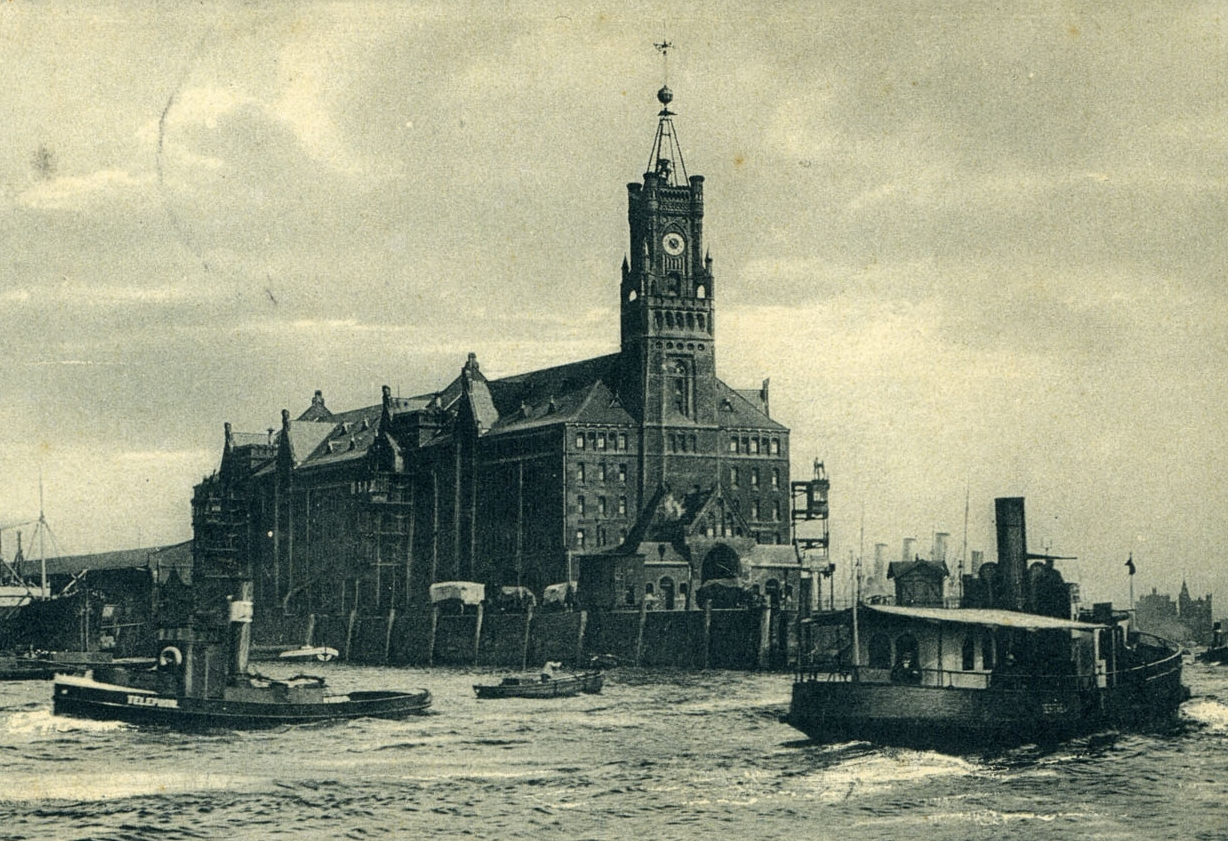
Kaiserpeicher, được xây dựng năm 1875, bị hư hại trong chiến tranh thế giới 2, phá hủy 1963
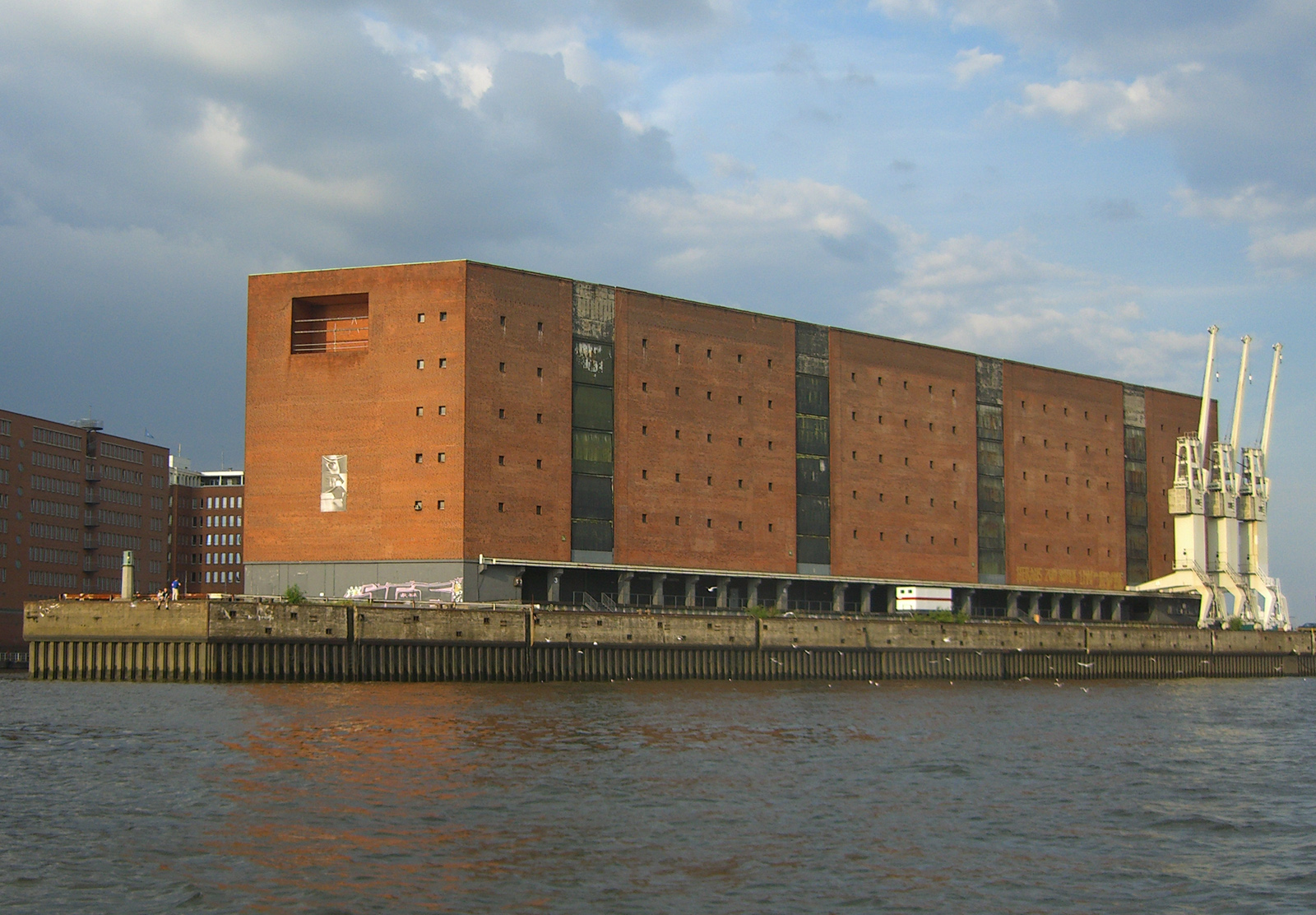
Kaispeicher xây dựng năm 1963 bởi kiến trúc sư Werner Kallmorgen (ảnh vào năm 2005)
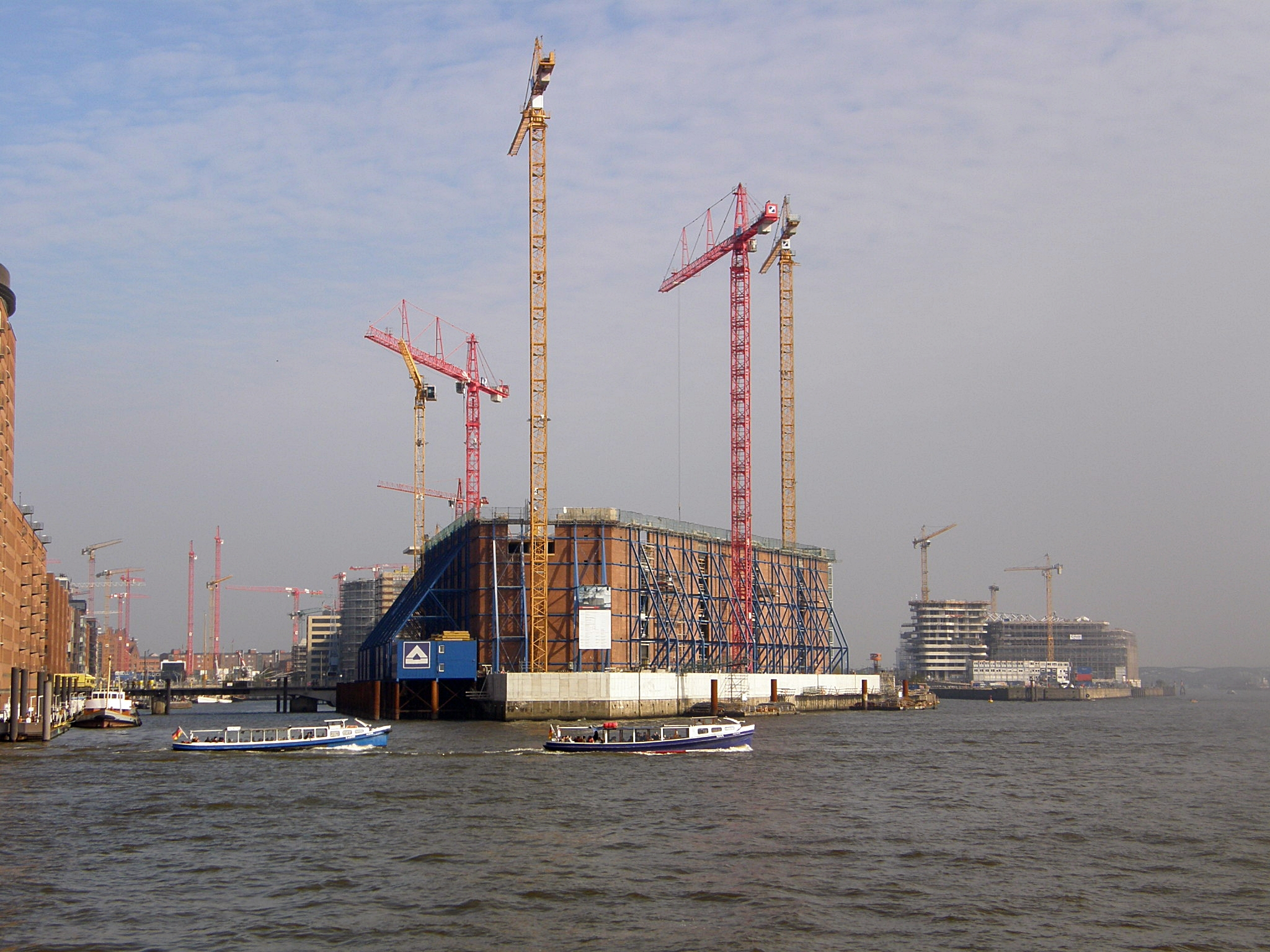
Tháng 10 năm 2008
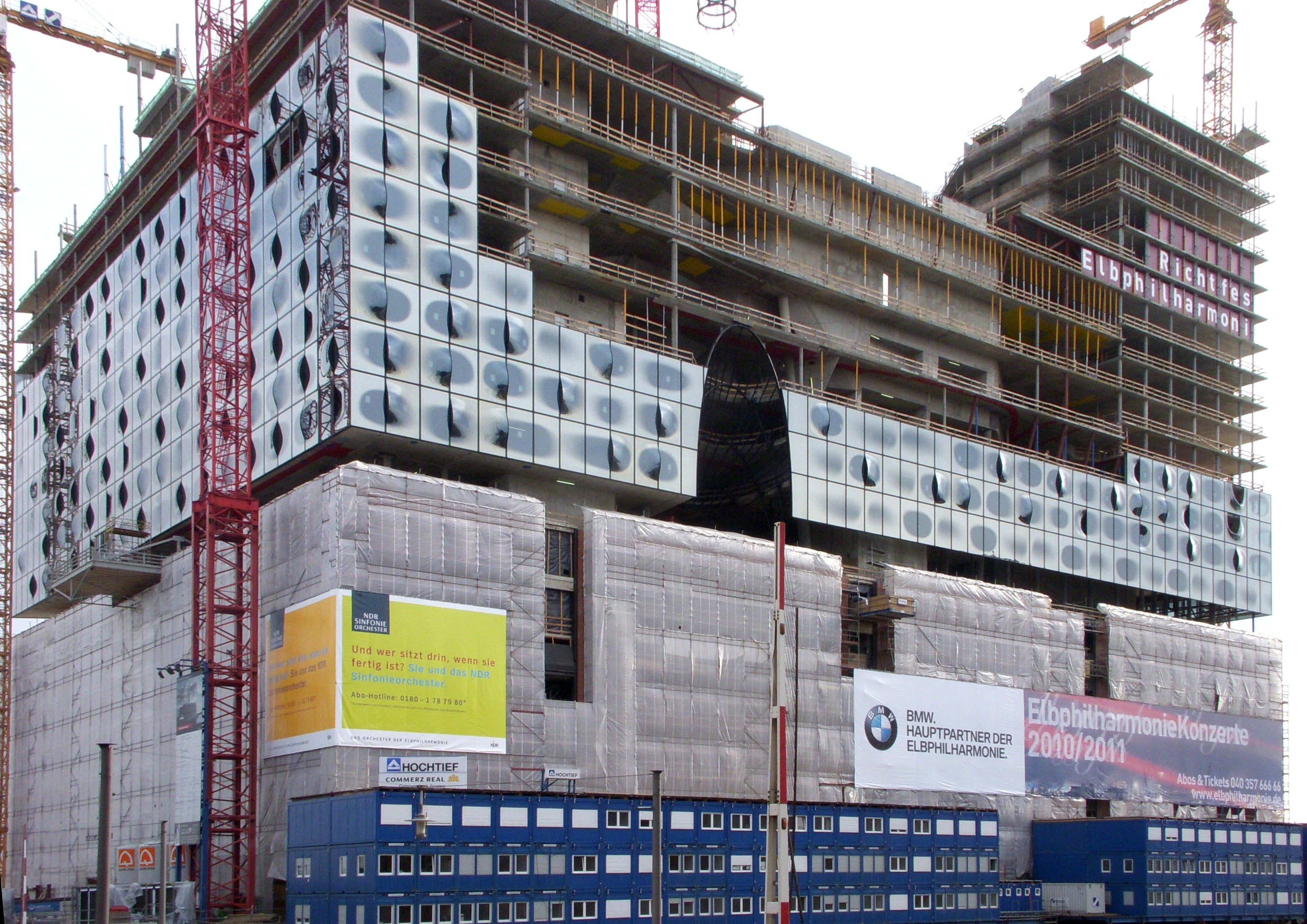
Tình trạng lúc khuôn nhà với mái được xây xong 29. tháng 5 năm 2010
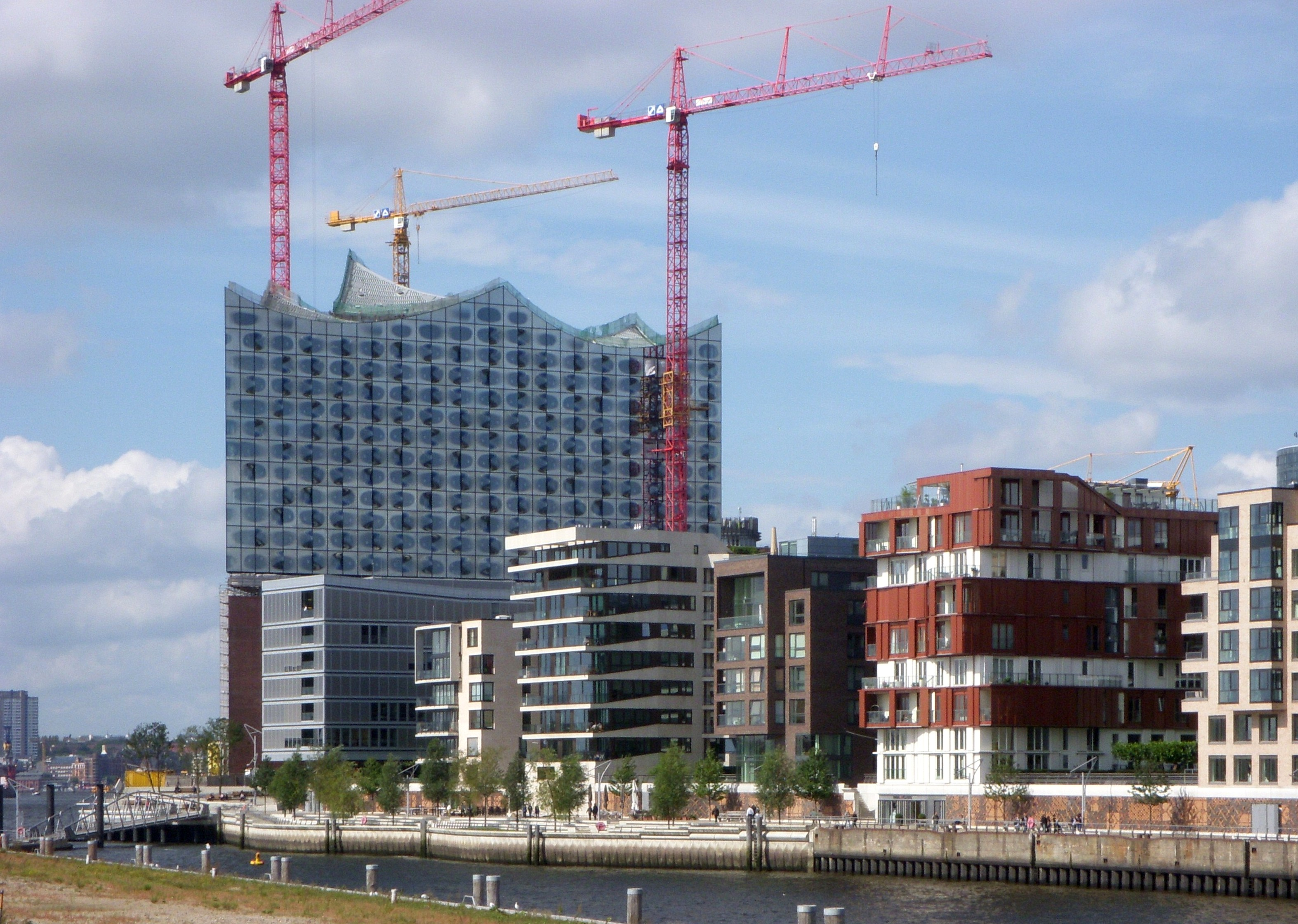
Tháng 9 năm 2011
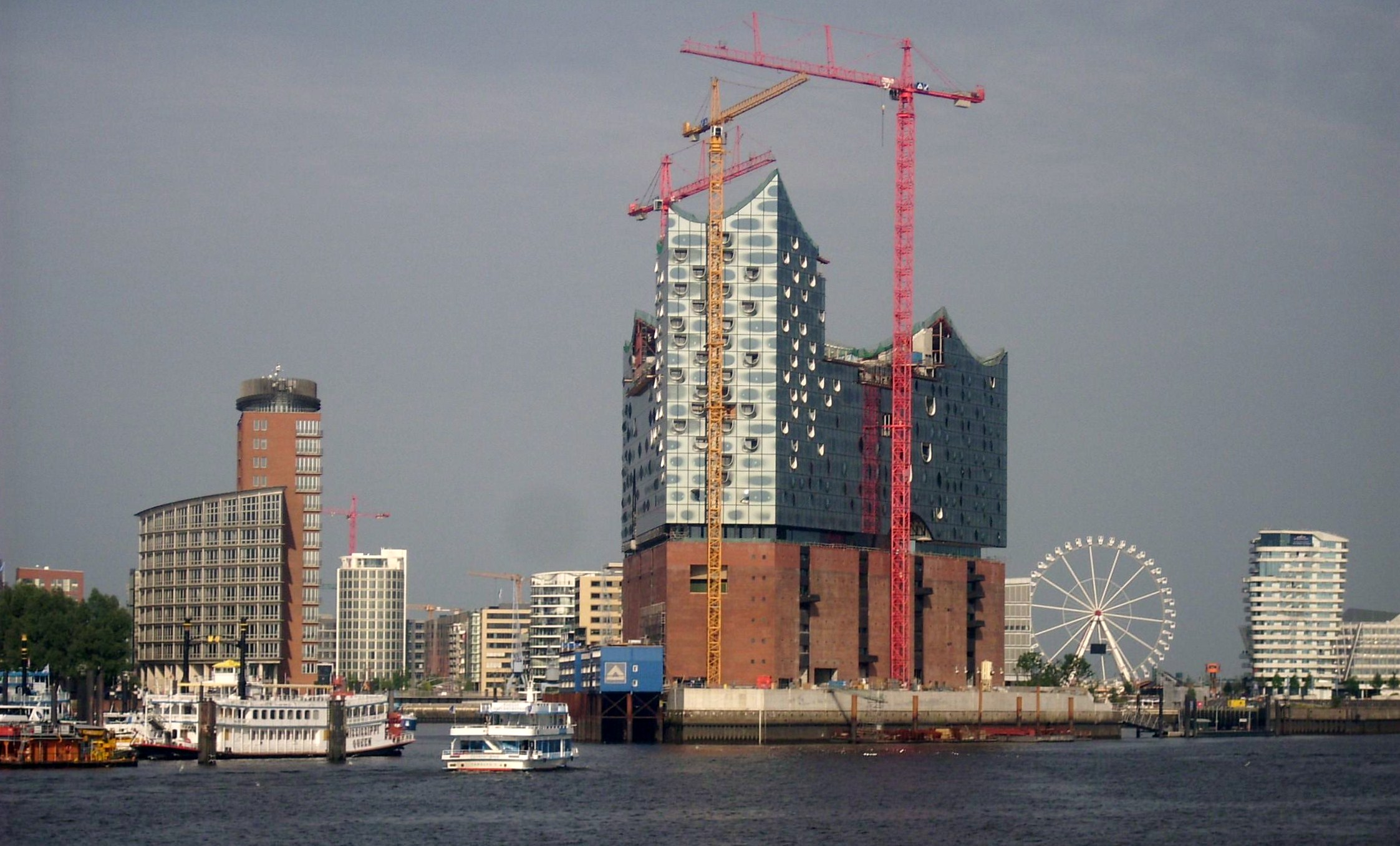
Tháng 6 năm 2012
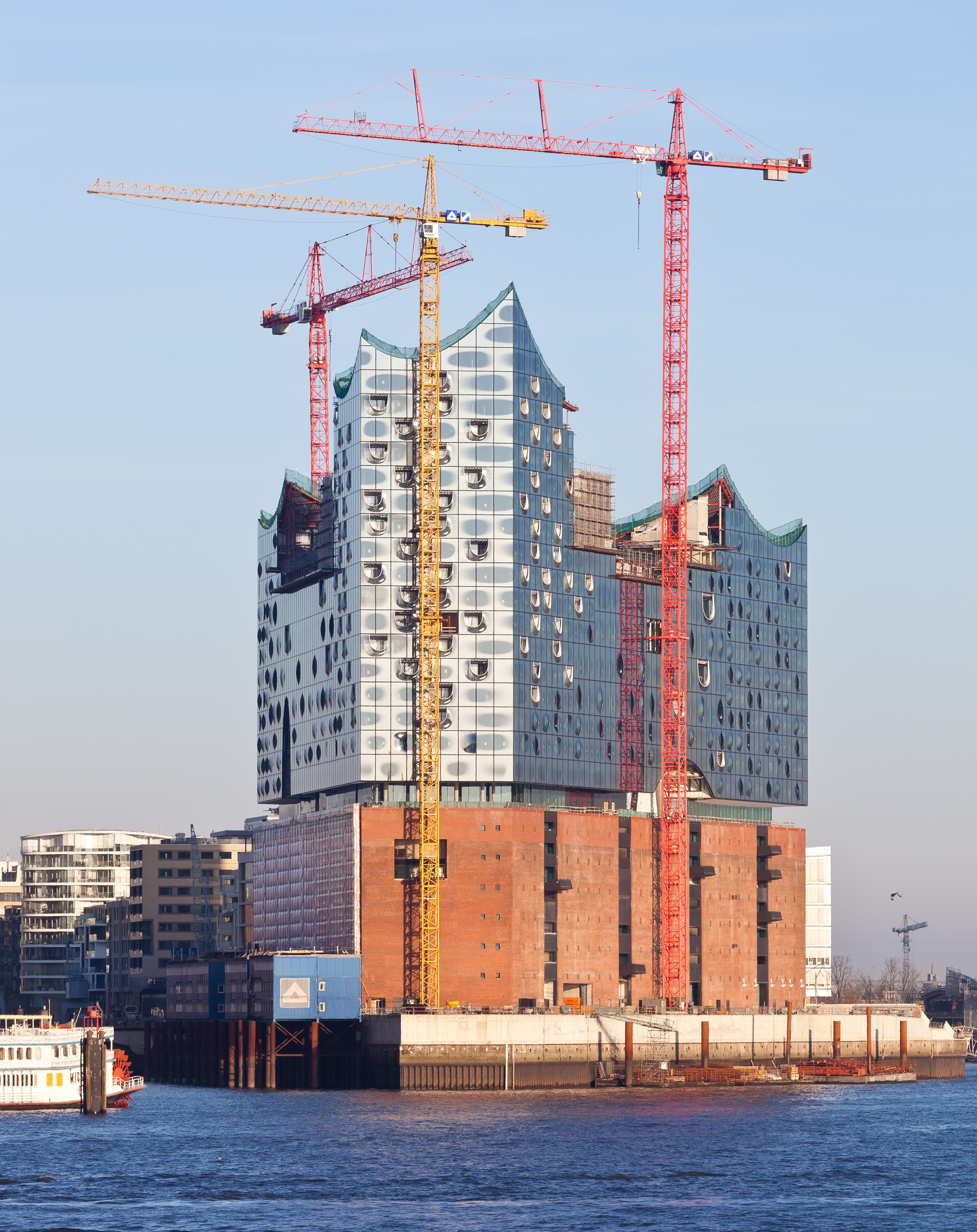
Tháng 3 năm 2013
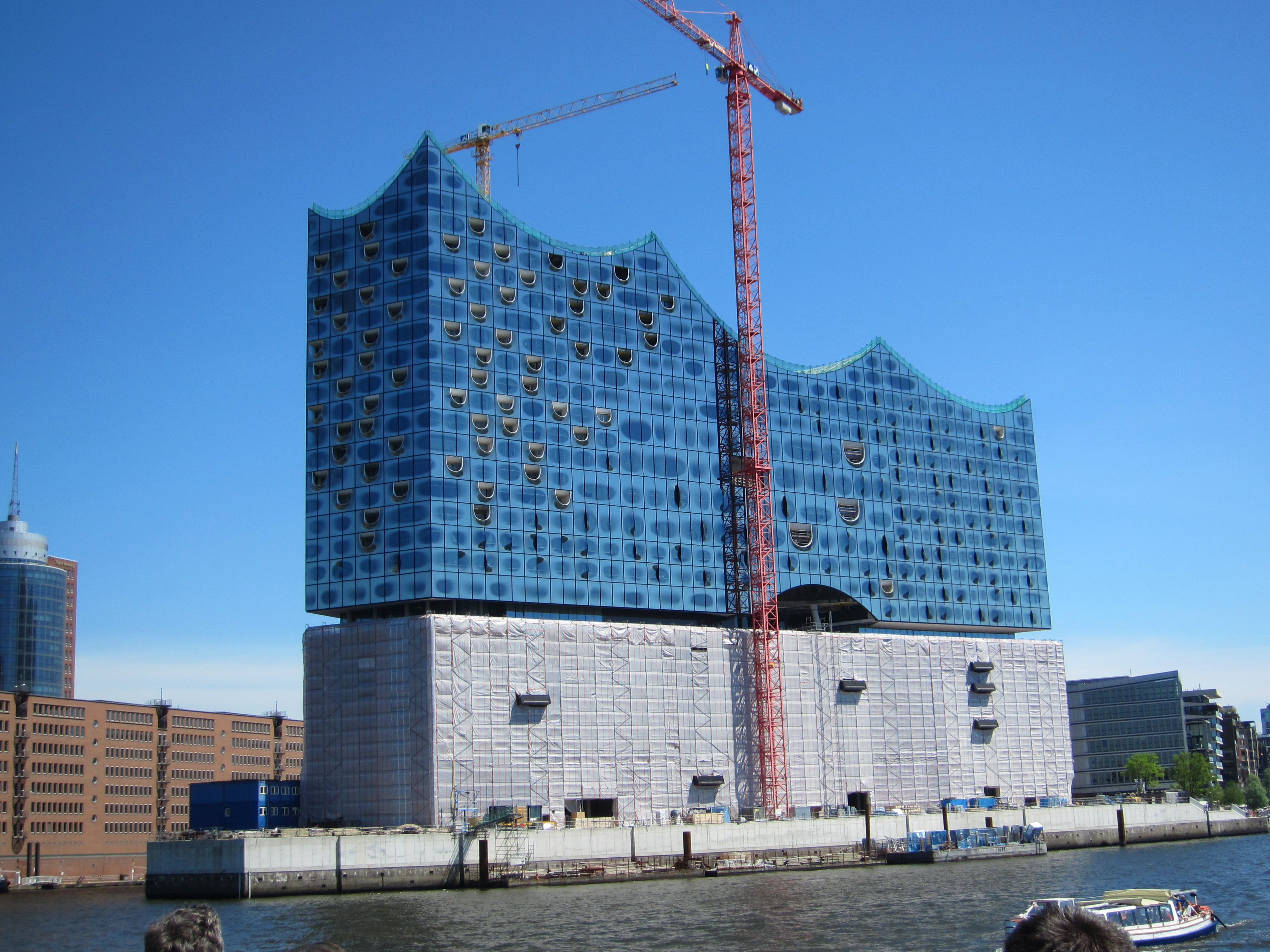
Elbphilharmonie trong tháng 4 năm 2014
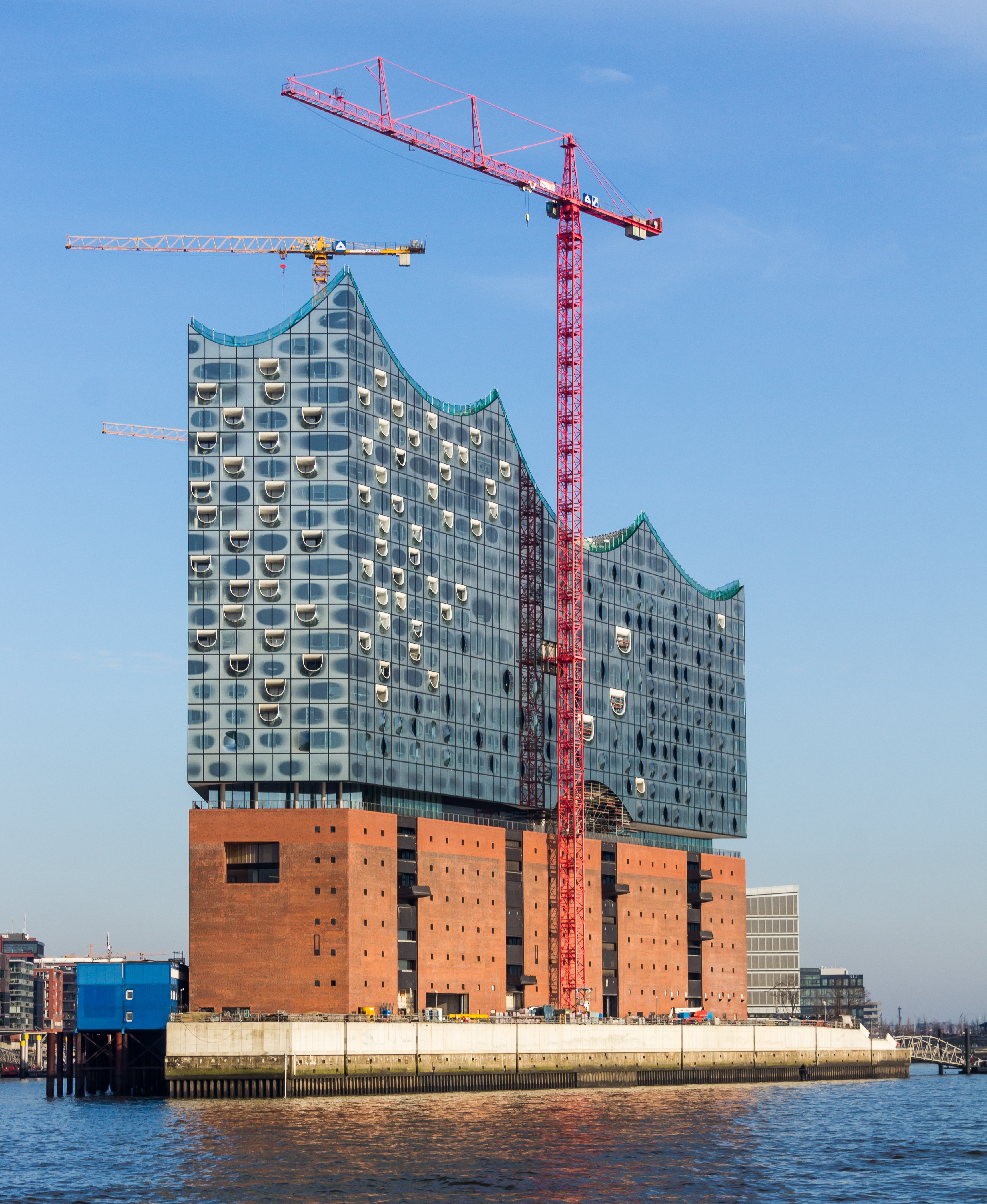
Tháng 2 năm 2015

### Sử dụng
Tòa nhà với diện tích khoảng 120.000 mét vuông có 3 phòng hòa nhạc và khu vực đằng sau sân khấu.
Ngoài khu vực công cộng nó cũng được sử dụng cho mục đích thương mãi: Một khách sạn hạng sang từ lầu 9 cho tới lầu 20, với 244 phòng . Trong khách sạn cũng có phòng hội họp và khu vực chăm sóc sức khỏe.
Ngoài ra còn có 45 căn hộ, được dự định bán với giá tới 12 triệu Euro, là những căn hộ đắt giá nhất thành phố. Nhà để xe có 433 chỗ đậu, trong đó 170 chỗ dành cho khách của khách sạn và chủ các căn hộ.

## Phòng nhạc

Đường đi lên Großer Saal

Có một phòng Lớn Großer Konzertsaal (phòng nhạc giao hưởng) với 2150 chỗ ngồi, một phòng Nhỏ Kleiner Saal mit 500 chỗ cũng như một phòng thứ 3, Kaistudio, với 170 chỗ ngồi. Tiền sảnh chung quanh großer Saal được lót gỗ sồi.

### Phòng nhạc giao hưởng
Phòng nhạc giao hưởng có chỗ ngồi cho 2150 người, được cho là một trong 10 phòng nhạc giao hưởng tốt nhất trên thế giới nhất là về âm thanh. Chịu trách nhiệm về âm thanh là văn phòng kiến trúc "One to One" ở Frankfurt, của Benjamin Samuel Koren, kiến trúc sư và nhạc sĩ.
Khác với các phòng nhạc giao hưởng khác, sân khấu ở đây nằm ở chính giữa, còn khán giả ngồi trên nhiều tầng lầu chung quanh. Tầng cao nhất cách sân khấu khoảng 17 m. Mỗi khán giả chỉ phải ngồi cách người điều khiển tối đa khoảng 30 m. Vì có nhiều góc cạnh, để giữ âm thanh luôn được tốt, nó đã được thử trước trong máy tính bởi một trong những người giỏi nhất về âm thanh, Yasuhisa Toyota người Nhật Bản. Để làm được chuyện này, tường và trần nhà được bọc bởi một cái gọi là "da trắng" từ 10 ngàn tấm thạch cao, mỗi tấm được uốn nắn riêng, theo như đã đo trong máy tính để giữ âm thanh được tốt nhất. Thiếu sự dội lại của âm thanh, âm thanh có thể rõ và khác biệt, nhưng thiếu sự phản dội của phòng. Tiêu chuẩn là tiếng động vang dội khoảng 2 giây để có âm thanh thính phòng tốt. Mỗi tấm thạch cao có trọng lượng từ 70-80 ký, được bắt ốc vào một khung sắt. Tùy theo vị trí ở tường hay ở trần nhà, các tấm thạch cao có độ dày từ 35–200 mm, và có thể nặng tới 150 kg / m2. Chịu trách nhiệm về việc chế tạo và lắp ráp các miếng thạch cao là hãng Peuckert ở Mehring, nằm phía đông của München.

## Plaza
Giữa nền gạch và phần kính xây thêm, ở độ cao 37 mét  là nơi công chúng có thể vào, được dùng như là một tiền sảnh để vào phòng hòa nhạc, khách sạn và nơi ra vào của các căn hộ. Một phần của Plaza là một sân hiên ngoài trời xung quanh tòa nhà. Từ đây có một phong cảnh về phía Bắc Elbe, cảng và trung tâm thành phố Hamburg và cũng có thể nhìn lên các tầng khác nhau của tiền sảnh.
Sàn của Plaza được lát bằng hàng ngàn viên gạch đỏ phù hợp với nhà kho lịch sử. Để thực hiện người ta kiếm một lò gạch mà có thể tạo những viên gạch mà không hoàn hảo như nguyên mẫu của nhà kho.
Trước ngày khai mạc chính thức vào tháng 12 năm 2016, có lúc lên đến 16.000 khách hàng ngày vào tham quan Plaza Elbphilharmonie.

Plaza công cộngPlaza công cộng
Đám đông chen vào Plaza sau khi khai mạcĐám đông chen vào Plaza sau khi khai mạc
Mũi đông nam của sân ngắm cảnhMũi đông nam của sân ngắm cảnh
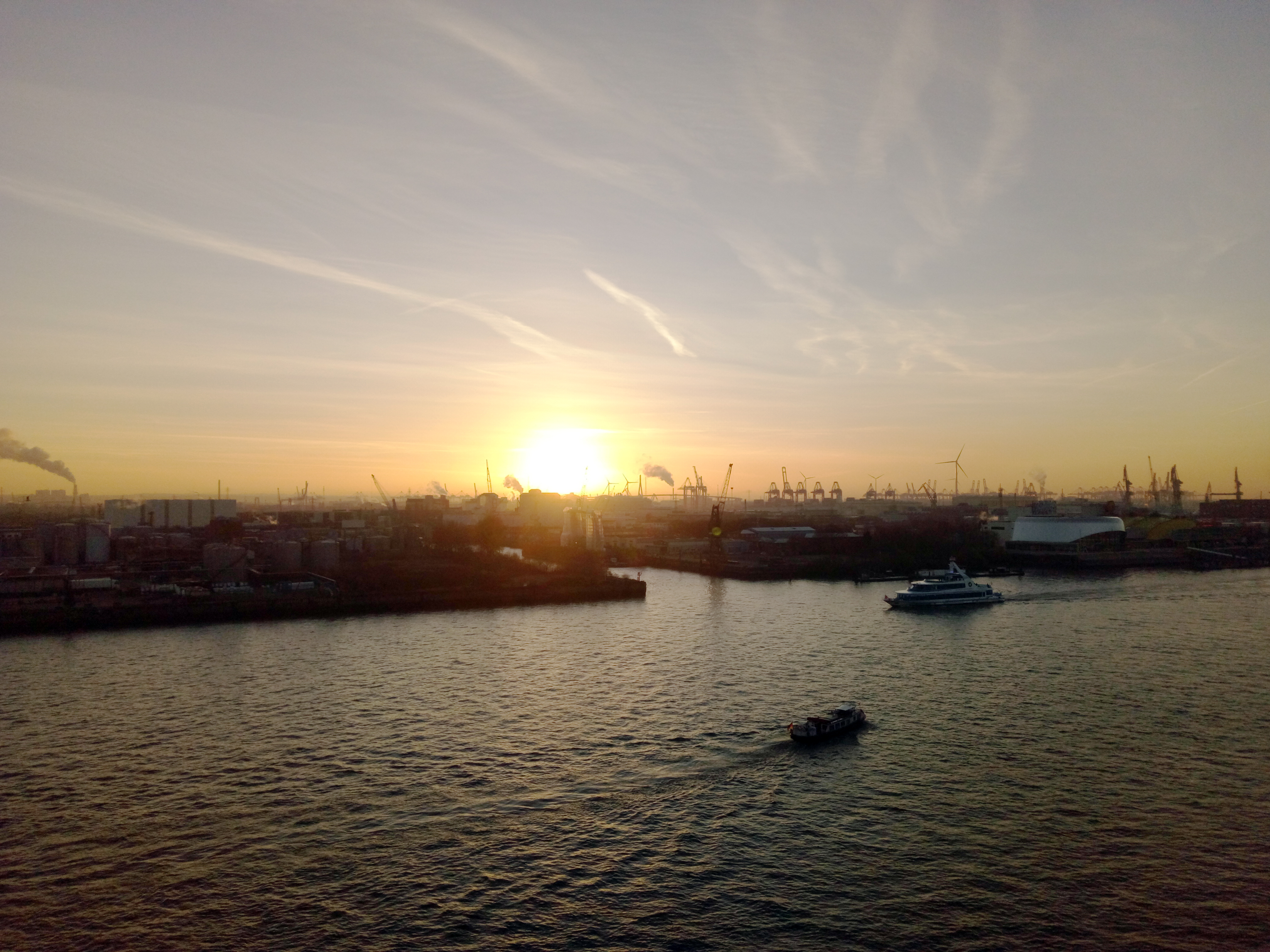
Mặt trời lặn trước cảng